# Ligne de tramway 480
La ligne 480 d'après son numéro de tableau horaire est une ancienne ligne de tramway du Groupe de Tongres de la Société nationale des chemins de fer vicinaux (SNCV) qui a fonctionné entre le 15 mai 1897 et 1959.

## Histoire
15 mai 1897 : mise en service en traction vapeur entre la station vicinale de Tongres et Fexhe-le-Haut-Clocher Village (nouvelle section, capital 69) ; exploitation par les Railways économiques de Liège-Seraing et extensions (RELSE).
4 octobre 1899 : prolongement de Fexhe-le-Haut-Clocher Village à la gare (nouvelle section, capital 69).
1919 : reprise de l'exploitation par la SNCV.

## Infrastructure

### Dépôts et stations
Nom : (gare) : quand le dépôt ou la station est accolé ou proche d'une gare.
Type : D : dépôt , S : station , Sf : si la station sert de gare douanière à la frontière , Sp : si la station est établie dans un bâtiment privé le plus souvent un café ou plus rarement une habitation privée.
| Illustration | Nom     | Type | Commune | Localisation                | État          | Remarques |
| ------------ | ------- | ---- | ------- | --------------------------- | ------------- | --------- |
|              | Russon  | S    | Russon  | 50° 45′ 19″ N, 5° 27′ 21″ E | Hors service. |           |
|              | Tongres | D    | Tongres | 50° 47′ 03″ N, 5° 28′ 05″ E | Démoli.       |           |

## Exploitation

### Horaires
Tableaux :
- 480 en 1931[2].